# Alice (nome)
Alice é um nome feminino que teve origem nas versões francesas dos nomes Adaliz, Alesia,Aliz, utilizadas como diminutivo de Adelaide, cuja origem é germânica. O nome Adelaide, vem do germânico Adelheid, resultado da junção dos elementos adal, que significa “aquele”, e haidu, cujo significado é “atrasado ou que nunca chega na hora", "tipo" ou "qualidade”.
O nome foi popularizado por volta do século XII na França e na Inglaterra por influência dos romances da época. Isso aconteceu através das variantes latinizadas Alesia e Alicia. Perdeu sua popularidade por volta do século XVII pelo fato de ter sido associado a uma vida rústica, o que fez com que o mesmo fosse considerado antiquado, no entanto, foi reavivado no século XIX pela personagem do livro “Alice no País das Maravilhas”, do romancista britânico Charles Lutwidge Dodgson, mais conhecido pelo pseudônimo Lewis Carrol. A obra foi publicada em 1865 e conta a história de uma menina que é transportada para um mundo lúdico e repleto de enigmas. Lewis Carrol também era matemático e as charadas presentes no enredo do livro contribuíram para sua popularidade.
Alice era o nome feminino mais popular na Suécia em 2009 e está entre os 10 nomes mais escolhidos para meninas nos últimos cinco anos. O nome está entre os 100 nomes femininos mais populares na Austrália, Bélgica, França, Canadá, Irlanda, Escócia, Inglaterra, País de Gales e Irlanda do Norte. Na Inglaterra e no País de Gales, foi classificado como o 24º nome mais popular em 2015. Ele foi classificado como o 172º nome mais popular para bebês nascidos nos Estados Unidos em 2010.
O nome era popular nos Estados Unidos durante a Era Vitoriana e na virada do século XX. Também foi popularizado devido à princesa Alice, uma filha da rainha Victoria. Nos Estados Unidos, Alice Roosevelt Longworth, filha de Theodore Roosevelt, foi ocasionalmente conhecida como "Princesa Alice" na imprensa e inspirou uma música chamada Alice Blue Gown. Nos últimos anos, nos Estados Unidos, as variantes Alícia, Alison e uma forma abreviada, Allie, têm sido nomes bem populares: em 2010, Alison foi o 38ª nome mais popular; Alicia foi a 220ª mais popular e Allie foi a 189ª mais popular. Todos os três nomes têm várias variantes ortográficas que também são bem utilizadas.

## Pessoas notáveis
- Alice de Antioquia
- Alice de Chipre
- Alice Heine, princesa consorte de Mônaco, esposa de Alberto I de Mônaco
- Princesa Alice, condessa de Athlone; Princesa de Sangue Real, de mais longa duração, do Reino Unido
- Princesa Alice de Battenberg
- Princesa Alice do Reino Unido, Grã-Duquesa de Hesse e Reno; terceira filha e segunda filha da Rainha Victoria

## Locais com o nome Alice
- Alice Springs, Território do Norte, Austrália
- Alice, Texas, Estados Unidos